# Psalm 12 (Salomo)
Der 12. Psalm Salomos ist ein Psalm Salomos aus dem pseudepigraphen Buch der „Psalmen Salomos“ des Alten Testamentes der Bibel.

## Gattung
Der Psalm wird meistens als Bittgebet betrachtet. Anders bezeichnet Herman Ludin Jansen den Psalm als einen Klagepsalm.

## Struktur
Der Psalm lässt sich folgendermaßen strukturieren:
1. Vers 1–4a: Gebet für Schutz vor den Verleumdern
2. Vers 4b–8: Mögen diese ernten, was sie verdienen, während die Gottesfürchtigen die Versprechen ererben